# Reifferscheid (Hellenthal)
Reifferscheid ist ein Ortsteil der Gemeinde Hellenthal im Kreis Euskirchen in Nordrhein-Westfalen.
Reifferscheid liegt nahe der deutsch-belgischen Grenze zwischen Eifel und Ardennen im Nationalpark Eifel.

## Name
Der Name leitet sich wahrscheinlich ab von einem Rodungsgebiet, das einem Mann namens Rifhari gehörte, denn die Namen Rifersceith oder Rifheres-sceit bedeuten „Waldteil des Rifhari“. Zur Zeit der Franken gehörte Reifferscheid zu Ripuarien.

## Geschichte
Reifferscheid wird vor rund 900 Jahren (1106) erstmals schriftlich erwähnt, konkret in der „Chronica regia coloniensis“ unter „Riferschit“ (MGH SS XVII, S. 746). Der Inhalt der damaligen Nachricht bezog sich allerdings auf die Zerstörung der Burg durch den damaligen Eigentümer, Heinrich Graf von Limburg und Herzog von Niederlothringen. Er brannte seine eigene Burg nieder, damit sie nicht in Feindeshand fiel.
Im Jahr 1130 wird eine nahe der Burg gelegene Kapelle zur Pfarrkirche erhoben – verbunden mit dem Kloster Steinfeld – durch Erzbischof Friedrich von Köln.
Überliefert sind Brände aus den Jahren 1509 und besonders 1669. Danach ergab es jeweils einen zumindest teilweisen Wiederaufbau. In den Jahren nach 1669 wurde die Stadtmauer offenbar nicht wieder aufgebaut. Gegen die neuen Waffen hatte sie keine Verteidigungsfunktion mehr. Auf den erhalten gebliebenen Fundamenten der alten Stadtmauer wurden Fachwerkhäuser errichtet, was der heutigen Bebauung noch anzusehen ist.
Besonders schlimme Zerstörungen richteten im gesamten Gebiet um 1689 die Truppen Ludwigs des XIV. an. Der damalige Wiederaufbau muss aber sehr schnell vonstattengegangen sein, denn bereits um 1700 zeigen Bilder das Schloss noch in voller Pracht und Größe.
Erhalten sind von der ehemals mittelalterlichen Burg des 14. Jahrhunderts lediglich Reste der Umfassungsmauern und der weithin sichtbare, runde und heute weiß gestrichene Bergfried aus Bruchsteinmauerwerk, die Vorburg (ein mächtiges zweitürmiges Wachlokal mit übergiebelter Durchfahrt) und die Ringmauer mit zwei Stadttoren. In der Vorburg war von 1906 bis 1926 das Kloster zum hl. Kreuz von den Augustinerinnen.
Der überwiegende Anteil der heutigen Gebäude innerhalb des Burgberings befindet sich in Privatbesitz und dient häufig Kölner Familien als Wochenend-Domizil. Die Gebäude stammen überwiegend aus dem 17. und 18. Jahrhundert.
Die Bürger Reifferscheids widmeten sich in den letzten Jahrzehnten verstärkt der Erhaltung der mittelalterlichen bis barocken Bausubstanz. Mehrfach wurde der Ort dafür ausgezeichnet, zuletzt 1991.

## Burg

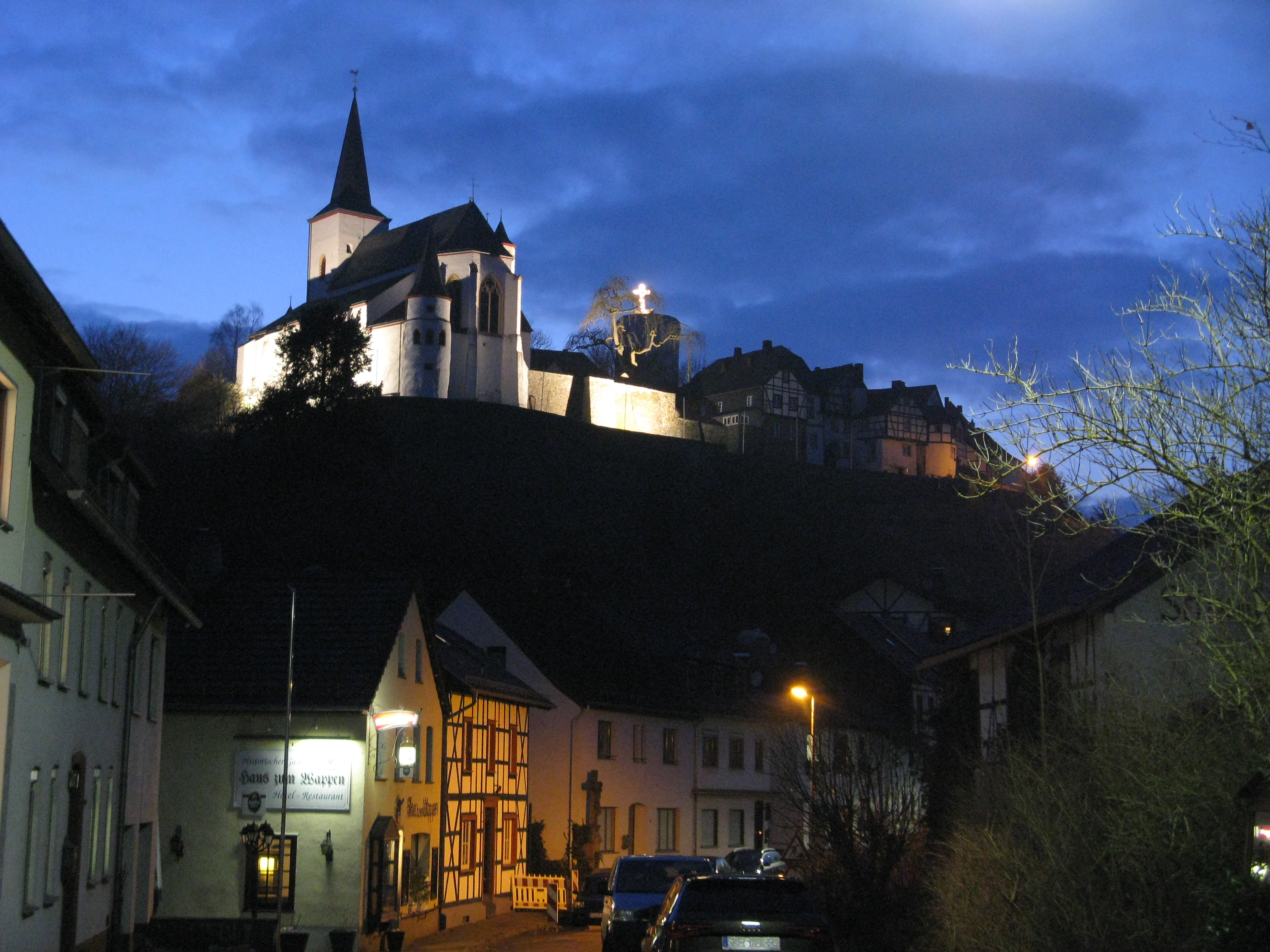
Die Burg vom Ort aus gesehen

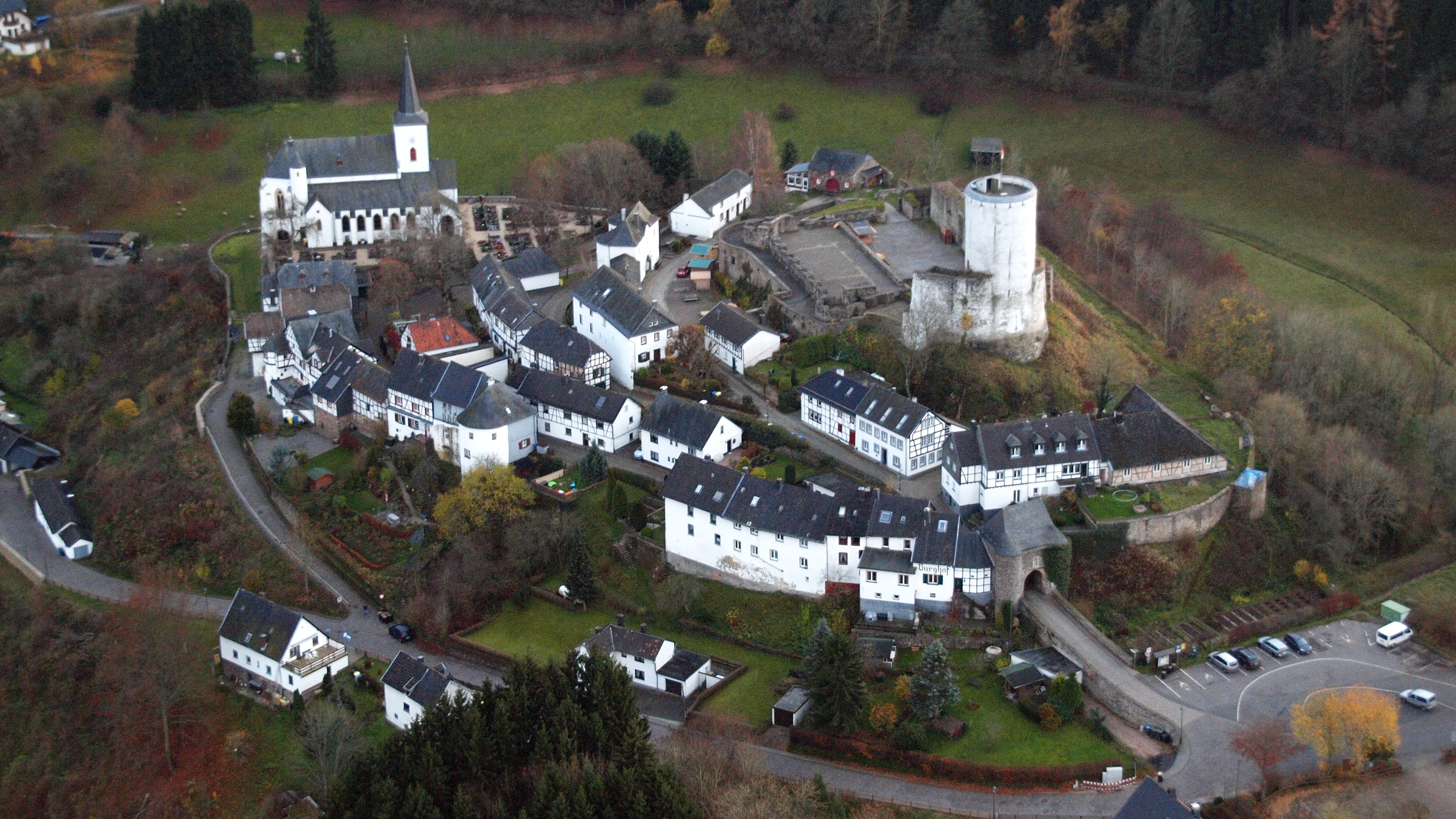
Reifferscheid, Luftaufnahme (2015)

Die Burgruine Reifferscheid ist das weithin sichtbare Wahrzeichen des Ortes.
Aus einer Vorauswahl von 14 Dörfern aus ganz NRW gelang Reifferscheid der Sprung unter die vier schönsten Weihnachtsdörfer.

## Matthiastor
Das Matthiastor ist ein massiver Torbau aus Bruchsteinmauerwerk des 14. Jahrhunderts. Durch dieses Tor gelangt man heute in den Burgbereich. Die schmale Durchfahrt liegt zwischen zwei vollgemauerten Fronttürmen.

## Pfarrkirche St. Matthias
Von der spätgotischen Hallenkirche aus den Jahren 1489–91 ist noch der Chor erhalten. Die Kirche entstand auf besonderes Betreiben der Gräfin Philippine, die auch in der Kirche bestattet wurde. Der Bau wurde in wesentlichen Teilen von 1865 bis 1867 stark verändert. Der Chor erhielt entgegen seinem ursprünglichen Aussehen einen Wehrturm und es entstand ein Bild, das ohne die deutsche Romantik und ihre Mittelalter-Seligkeit nicht zu verstehen ist, das heute allerdings dem Ort Reifferscheid eine unverwechselbare Ansicht von weitem verleiht.
Die damalige Restaurierung wurde geleitet von August Lange. Er erhöhte den Turm, das Mittelschiff und den Chor, gliederte dem Chor im Norden ein rundes Treppentürmchen an und erhöhte auch den Halbturm auf der Südseite, der zum Sakristeibau mutierte.
Die Kriegsschäden waren bereits 1951 repariert.

## Bildung
In Reifferscheid gibt es eine Grundschule und eine Kindertagesstätte der Gemeinde.

## Verkehr
Die VRS-Buslinien 837 und 838 der RVK verbinden den Ort, überwiegend als TaxiBusPlus, mit seinen Nachbarorten und mit Hellenthal.
| Linie | Verlauf |
| ----- | --- |
| 837   | MiKE (außer im Schülerverkehr): Hellenthal Busbf – Blumenthal – Dommersbach – Kammerwald – Reifferscheid – (Zingscheid –) Wiesen – Manscheid – (Bungenberg –) Winten – (Heiden –) Unterschömbach – Oberschömbach – Kreuzberg – Hecken (– Paulushof) |
| 838   | MiKE (außer im Schülerverkehr): Hellenthal Busbf – Blumenthal – Dommersbach – Kammerwald – Reifferscheid – (Hönningen/Büschem – Dickerscheid – Oberreifferscheid – Hahnenberg –) Wiesen Abzw – (Haus Eichen – Wahld – Hescheld –) Sieberath – Kradenhövel – Unterwolfert – (Unterdalmerscheid – Oberdalmerscheid –) Oberwolfert – Wittscheid – Zehnstelle – Grube Wohlfahrt – Rescheid – Giescheid – Rescheid – Schwalenbach – Kamberg – Schwalenbach – Schnorrenberg (– Neuhaus) |

## Vereine
Es gibt eine Anzahl von Vereinen, die sich um alle Bereiche des kulturellen Lebens kümmern.
- KG rot-weiss Reifferscheid e. V.
- VFL Reifferscheid
- Musikverein Reifferscheid
- Kirchenchor Reifferscheid-Wolfert
- Garten- und Verschönerungsverein Reifferscheid-Kammerwald-Wiesen
- STORM e. V. (Jugendgruppe)
- Eifelverein-Ortsgruppe Reifferscheid
- St. Matthias Schützenbruderschaft
- Bürgerverein Kammerwald e. V.

Gemeinsame Aktivitäten werden koordiniert durch das
- Ortskartell Reifferscheid

## Preise
- 1991 errang der Ort im Landeswettbewerb Unser Dorf soll schöner werden die Goldmedaille und im gleichen Jahr auf Bundesebene die Silbermedaille.
- 2008 errang der Ort im Kreiswettbewerb „Unser Dorf hat Zukunft“ die Goldmedaille und 2009 auf Landesebene die Silbermedaille.